# 리텀
리텀(베트남어: Lý Thầm / 李忱 리침, 1202년 ~ ?)은 대월 리 왕조의 황족이다. 리 고종의 둘째 아들이자 리 혜종의 서형(庶兄)이다. 상품봉어(上品奉御) 팜지빈의 부장 꽉복에 의해 단기간 황제로 옹립되었다.

## 생애
티엔뜨자투이 17년(1202년) 8월에 출생하였다.
찌빈롱응 4년(1208년), 팜주가 반란을 일으키자 고종은 팜빈지에게 그를 토벌하도록 했는데, 이듬해 1209년에 고종이 팜주의 참언을 믿고 팜빈지와 그 아들을 죽였다. 이에 팜빈지의 가문의 장수 꽉복이 고종에게 불만을 품어 병사를 이끌고 궁중에 틈입하여 리텀을 황제로 옹립하였다. 이어 담지몽과 응우옌찐(阮正)에게 뇌직(賴職)을 수여하였고, 고종과 황태자 하오삼은 귀화강(歸化江)으로 도주하였다.
오래지 않아 같은 해에 쩐리가 부중을 이끌고 수도를 공격해 반란을 평정하였고, 고종을 받들어 수도로 돌아가게 하였다. 이후 리텀의 행적은 기록되지 않았다.